# БП-2
БП-2 (ЦАГИ-2) — планёр конструкции Виктора Николаевича Беляева, один из прообразов самолёта ДБ-ЛК, был построен в начале 1930х годов.
В августе 1934 года на 10-х Всесоюзных Планёрных Соревнованиях в Коктебеле, БП-2 облетал лётчик Д. А. Кошиц. Планёр показал отличные устойчивость и управляемость его аэродинамическое качество достигло 18-20 единиц. После окончания слёта БП-2 стал единственным планёром бесхвостой схемы, который долетел до Москвы на буксире за самолётом.

## Конструкция
Строительству планёра предшествовала кропотливая работа по проверке жизнеспособности выбранной аэродинамической схемы. Были проведены продувки модели планёра в аэродинамической трубе ЦАГИ.
Тележка для буксировки моделей в 200 метровом гидроканале ЦАГИ также была использована для экспериментов с моделью.
Крыло БП-2 имело значительный размах, обратную стреловидность с заметным сужением, положительную геометрические и аэродинамические крутки. На задней кромке центральной части крыла размещался трёхсекционный закрылок, предназначенный для балансировки и управления аппаратом. Пилотская кабина была вынесена вперёд для необходимой центровки. Для повышения путевой устойчивости служили два широких киля, с рулями направления, соединёнными в верхней части дополнительным стабилизатором.